# 48 Возничего
48 Возничего (лат. 48 Aurigae), RT Возничего (лат. RT Aurigae), HD 45412 — двойная звезда в созвездии Возничего на расстоянии (вычисленном из значения параллакса) приблизительно 2298 световых лет (около 705 парсеков) от Солнца. Видимая звёздная величина звезды — от +5,82m до +5m.

## Характеристики
Первый компонент — жёлтый сверхгигант, пульсирующая переменная звезда, классическая цефеида (DCEP) спектрального класса F4Ib-G1Ib. Масса — около 4,5 солнечных, радиус — около 35,1 солнечных, светимость — около 1186 солнечных. Эффективная температура — около 6151 К.